# 滇西卫矛
滇西卫矛（学名：Euonymus paravagans）是卫矛科卫矛属的植物，是中国的特有植物。分布在中国大陆的云南等地，生长于海拔2,000米的地区，多生在树木中，目前尚未由人工引种栽培。